# Všenorský dub
Všenorský dub, jehož stáří se odhaduje na až 450 let (2019), roste na křižovatce ulic Karla Majera a U Dubu v katastrálním území Všenory v okrese Praha-západ.

## Popis
Všenorský dub letní byl pravděpodobně součástí dubové aleje na staré hranici dvou obcí Všenory a Horní Mokropsy. Je tvořen kmenem rozpadlým do dvou částí, z nichž jedna je živá a dlouhodobě ošetřována. Stáří dubu je odhadováno v od 320 do 450 let. Taktéž ostatní zdroje uvádějí rozdílné parametry výšky: od 13 do 17 m, obvod stromu od 555 do 620 cm.
Strom byl 8. srpna 1982 vyhlášen památným stromem.

## Galerie

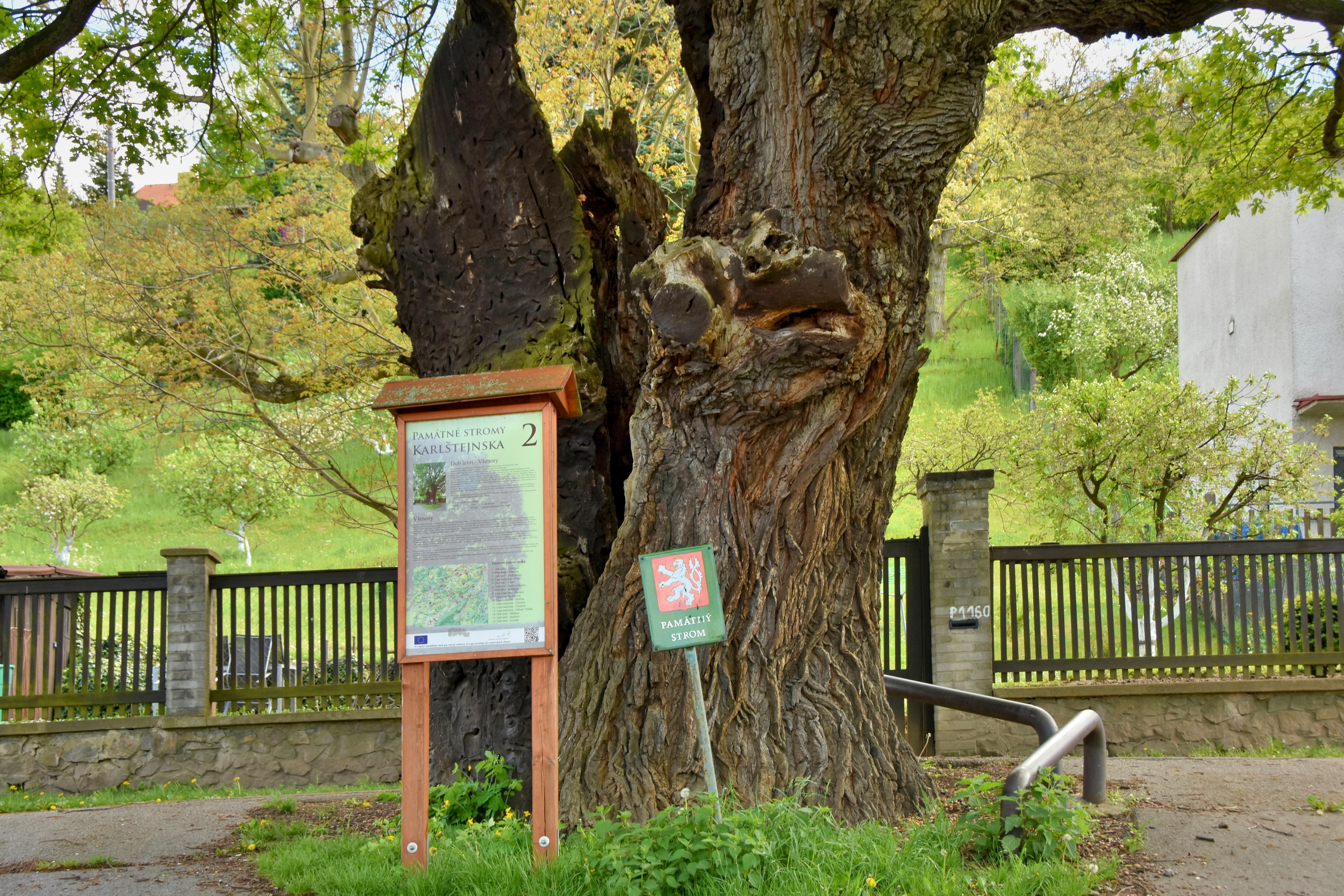
Všenorský dub
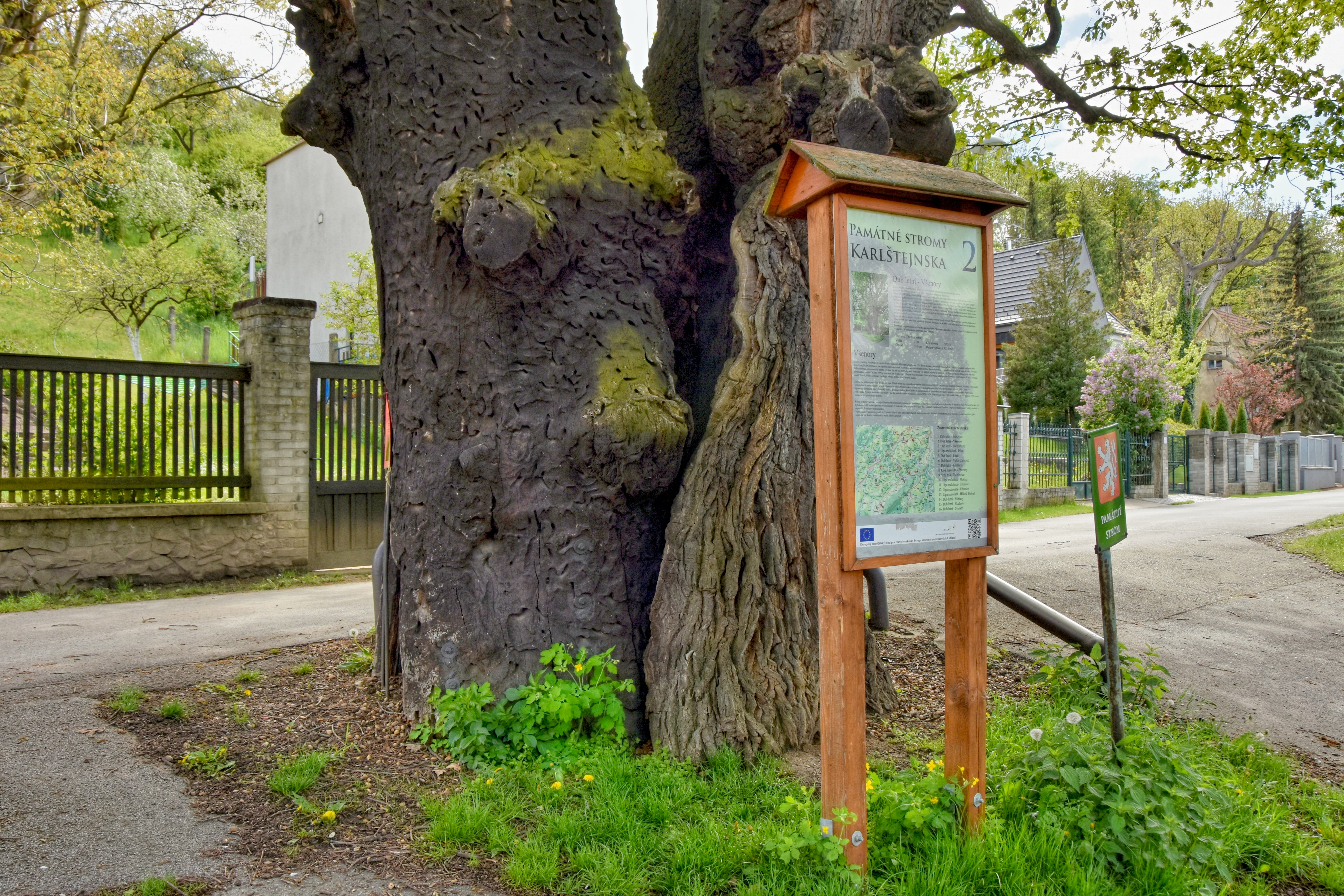
Všenorský dub
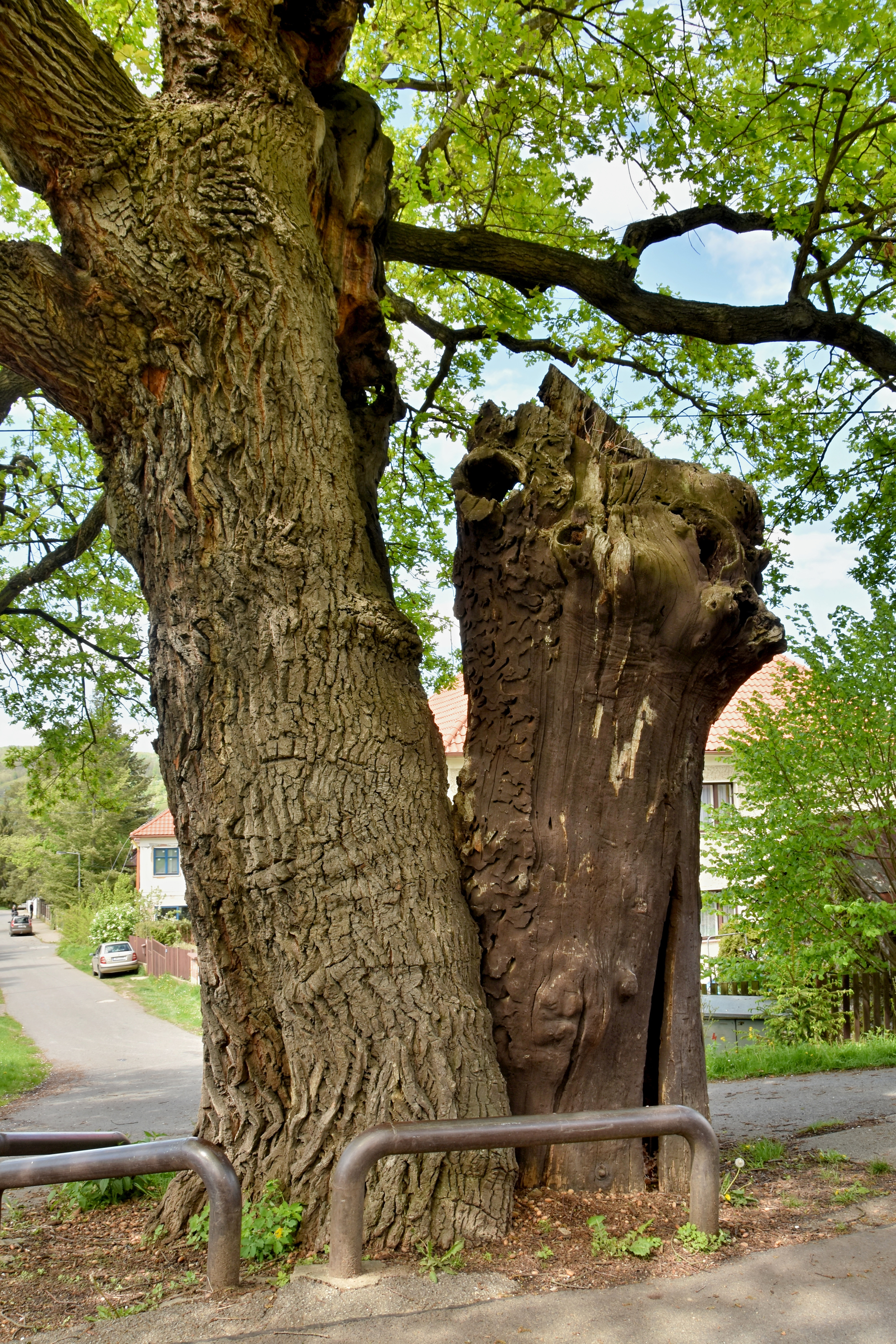
Všenorský dub